# Сенно (гмина)
Сенно (пол. Sienno) — сельская гмина (волость) в Польше, входит как административная единица в Липский повет, Мазовецкое воеводство. Население 6432 человека (на 2004 год).

## Демография
| Перепись                       | Всего   | Всего | Женщины | Женщины | Мужчины | Мужчины |
| ------------------------------ | ------- | ----- | ------- | ------- | ------- | ------- |
| Единицы                        | человек | %     | человек | %       | человек | %       |
| Население                      | 6432    | 100   | 3174    | 49,3    | 3258    | 50,7    |
| Плотность населения (чел./км²) | 43,7    | 43,7  | 21,6    | 21,6    | 22,1    | 22,1    |

## Сельские округа
1. Адамув
2. Александрув
3. Александрув-Дужы
4. Брониславув
5. Домбрувка
6. Дембове-Поле
7. Эугенюв
8. Гоздава
9. Херонимув
10. Янув
11. Явор-Солецки
12. Яворска-Воля
13. Кадлубек
14. Каролюв
15. Коханувка
16. Кшижанувка
17. Лесничувка
18. Людвикув
19. Нова-Весь
20. Новы-Олехув
21. Осувка
22. Пяскув
23. Прага-Дольна
24. Прага-Гурна
25. Сенно
26. Стара-Весь
27. Стары-Олехув
28. Тарнувек
29. Тшемха-Дольна
30. Тшемха-Гурна
31. Вежховиска-Первше
32. Вежховиска-Друге
33. Водонца
34. Выглендув
35. Выгода
36. Запуста

## Соседние гмины
1. Гмина Балтув
2. Гмина Бодзехув
3. Гмина Броды
4. Гмина Цепелюв
5. Гмина Кунув
6. Гмина Липско
7. Гмина Жечнюв
8. Гмина Тарлув